# Balghis Badri
Pour les articles homonymes, voir Badri.
Balghis Badri est une militante féministe soudanaise, engagée en particulier dans les domaines des mutilations génitales féminines (MGF) et du développement des femmes en milieu rural. Elle est également professeure d'anthropologie sociale à l'Université Ahfad pour les femmes, située à Omdurman au Soudan.

## Vie personnelle
Balghis Badri est issue d'une famille d'éducateurs et d’éducatrices. Elle est la fille de Yusuf Badri, à l’origine de la fondation de l'Université Ahfad pour les femmes (AUW) à Khartoum en 1966, et la petite-fille du soldat mahdiste Babiker Badri. En 1978, Balghis  Badri obtient un doctorat en anthropologie sociale de l'Université de Hull en Angleterre.

## Carrière professionnelle
Balghis Badri est dans un premier temps chargée de cours à temps partiel à l'Université Ahfad pour les femmes de 1974 à 1997, avant d’exercer à temps plein un emploi de professeure d'anthropologie sociale.
En 2002, elle fonde et devient la première directrice de l'Institut AUW des études sur les femmes et le genre. Elle est également la directrice d’Université Ahfad pour les femmes (AUW) à Khartoum œuvrant sur les thématiques du genre, de la diversité, de la paix et des droits des femmes. En 1979, elle introduit les femmes et les études liées au genre dans les programmes universitaires au Soudan.

## Publications
En février 2017, elle co-édite avec Aili Mari Tripp l’ouvrage Women's Activism in Africa aux éditions Zed Books. Elle est également l’auteure et la co-auteure de deux des dix chapitres,. 

## Controverse
En janvier 2018, le frère de Balghis Badri, Qassem Badri, directeur de l'Université Ahfad pour les femmes, est enregistré sur vidéo en train de gifler une étudiante qui protestait contre la hausse des prix des aliments vendus à la cafétéria de l'université. Balghis Badri défend alors publiquement les actions de son frère, affirmant que la vidéo "ne montre qu'un côté de la vérité" et que certains des manifestants et manifestantes avaient menacé de nuire et de vandaliser l'université.